# Lista de governadores de prefeitura no Japão
Esta é uma lista dis atuais governadores das  prefeituras do Japão.
| Prefeitura | Imagem        | Governador atual    | Partido | Termo | Tomou posse             | Office expires          |
| ---------- | ------------- | ------------------- | ------- | ----- | ----------------------- | ----------------------- |
| Aichi      |               | Hideaki Omura       |         |       | 15 de fevereiro de 2011 | 11 de fevereiro de 2027 |
| Akita      |               | Norihisa Satake     |         |       | 20 de abril de 2009     | 19 de abril de 2025     |
| Aomori     |               | Sōichirō Miyashita  |         |       | 29 de junho de 2023     | 28 de junho de 2027     |
| Chiba      |               | Toshihito Kumagai   |         |       | 5 de abril de 2021      | 4 de abril de, 2025     |
| Ehime      |               | Tokihiro Nakamura   |         |       | 1 de dezembro de 2010   | 29 de novembro de 2026  |
| Fukui      |               | Tatsuji Sugimoto    |         |       | 23 de abril de 2019     | 21 de abril de 2027     |
| Fukuoka    |               | Seitaro Hattori     |         |       | 14 de abril de 2021     | 13 de abril de 2025     |
| Fukushima  | (prefeitura)x | Masao Uchibori      |         |       | 12 de novembro de 2014  | 11 de novembro de 2026  |
| Gifu       |               | Hajime Furuta       |         |       | 6 de fevereiro de 2005  | 5 de fevereiro de 2025  |
| Gunma      |               | Ichita Yamamoto     |         |       | 28 de julho de 2019     | 27 de julho de 2027     |
| Hiroshima  |               | Hidehiko Yuzaki     |         |       | 29 de novembro de 2009  | 28 de novembro de 2025  |
| Hokkaidō   |               | Naomichi Suzuki     |         |       | 23 de abril de 2019     | 21 de abril de 2027     |
| Hyōgo      |               | Motohiko Saitō      |         |       | 1 de agosto de 2021     | 31 de julho de 2025     |
| Ibaraki    |               | Kazuhiko Ōigawa     |         |       | 26 de setembro de 2017  | 25 de setembro de 2025  |
| Ishikawa   |               | Hiroshi Hase        |         |       | 27 de março de 2022     | 26 de março de 2026     |
| Iwate      |               | Takuya Tasso        |         |       | 30 de abril de 2007     | 10 de setembro de 2027  |
| Kagawa     |               | Toyohito Ikeda      |         |       | 5 de setembro de 2022   | 4 de setembro de 2026   |
| Kagoshima  |               | Kōichi Shiota       |         |       | 28 de julho de 2020     | 27 de julho de 2028     |
| Kanagawa   |               | Yūji Kuroiwa        |         |       | 23 de abril de 2011     | 19 de abril de 2027     |
| Kōchi      |               | Seiji Hamada        |         |       | 7 de dezembro de 2019   | 6 de dezembro de 2027   |
| Kumamoto   |               | Takashi Kimura      |         |       | 16 de abril de 2024     | 15 de abril de 2028     |
| Kyoto      |               | Takatoshi Nishiwaki |         |       | 16 de abril de 2018     | 15 de abril de 2026     |
| Mie        |               | Katsuyuki Ichimi    |         |       | 14 de setembro de 2021  | 13 de setembro de 2035  |
| Miyagi     |               | Yoshihiro Murai     |         |       | 21 de novembro de 2005  | 20 de novembro de 2025  |
| Miyazaki   |               | Shunji Kōno         |         |       | 21 de janeiro de 2011   | 17 de janeiro de 2027   |
| Nagano     |               | Shuichi Abe         |         |       | 1 de setembro de 2010   | 30 de agosto de 2026    |
| Nagasaki   |               | Kengo Oishi         |         |       | 2 de março de 2022      | 1 de março de 2026      |
| Nara       |               | Makoto Yamashita    |         |       | 2 de maio de 2023       | 1 de maio de 2027       |
| Niigata    |               | Hideyo Hanazumi     |         |       | 10 de junho de 2018     | 8 de junho de 2026      |
| Ōita       |               | Kiichiro Sato       |         |       | 28 de abril de 2023     | 27 de abril de 2027     |
| Okayama    |               | Ryūta Ibaragi       |         |       | 12 de novembro de 2012  | 11 de novembro de 2024  |
| Okinawa    |               | Denny Tamaki        |         |       | 4 de outubro de 2018    | 29 de setembro de 2026  |
| Ōsaka      |               | Hirofumi Yoshimura  |         |       | 4 de abril de 2019      | 2 de abril de 2027      |
| Saga       |               | Yoshinori Yamaguchi |         |       | 14 de janeiro de 2015   | 9 de janeiro de 2027    |
| Saitama    |               | Motohiro Ōno        |         |       | 31 de agosto de 2019    | 30 de agosto de 2027    |
| Shiga      |               | Taizō Mikazuki      |         |       | 20 de julho de 2014     | 89 de julho de 2026     |
| Shimane    |               | Tatsuya Maruyama    |         |       | 30 de abril de 2019     | 28 de abril de 2027     |
| Shizuoka   |               | Yasutomo Suzuki     |         |       | 26 de maio de 2019      | 25 de maio de 2025      |
| Tochigi    |               | Tomikazu Fukuda     |         |       | 9 de dezembro de 2004   | 8 de dezembro de 2024   |
| Tokushima  |               | Masazumi Gotoda     |         |       | 18 de maio de 2023      | 17 de maio de 2027      |
| Tóquio     |               | Yuriko Koike        |         |       | 31 de julho de 2016     | 30 de julho de 2028     |
| Tottori    |               | Shinji Hirai        |         |       | 13 de abril de 2007     | 8 de abril de 2027      |
| Toyama     |               | Hachiro Nitta       |         |       | 9 de novembro de 2020   | 8 de novembro de 2024   |
| Wakayama   |               | Shuhei Kishimoto    |         |       | 17 de dezembro de 2022  | 16 de dezembro de 2026  |
| Yamagata   |               | Mieko Yoshimura     |         |       | 14 de fevereiro de 2009 | 13 de fevereiro de 2025 |
| Yamaguchi  |               | Tsugumasa Muraoka   |         |       | 25 de fevereiro de 2014 | 22 de fevereiro de 2026 |
| Yamanashi  |               | Kotaro Nagasaki     |         |       | 17 de fevereiro de 2019 | 16 de fevereiro de 2027 |

Fontes:
- 知事ファイル (em japonês). 全国知事会ホームページ. 31 de julho de 2016. Consultado em 5 de agosto de 2016
- «Lista de governadores da Prefeitura». Inglês / 全国知事会ホームページ. 27 de junho de 2015. Consultado em 11 de janeiro de 2016